# エルンスト・シュネッペンホルスト
エルンスト・ヴィルヘルム・シュネッペンホルスト(ドイツ語: Ernst Wilhelm Schneppenhorst、1881年4月19日 - 1945年4月24日)は、バイエルン王国の政治家。ドイツ社会民主党に属していた。

## 経歴
シュネッペンホルストは1881年4月19日にプロイセン王国クレーフェルトに生まれた。大工としての専門教育を受けた後、オーストリア＝ハンガリー帝国やイタリア王国、スイスなどを巡り、ニュルンベルクに落ち着いた。
彼は1912年から1920年までバイエルン議会の議員を務めた。1918年には第3王立バイエルン軍団コマンド部隊の指揮官になった由縁により、リヒャルト・シャイトの跡を継ぎ、僅か数か月の期間ではあったが陸軍大臣に就任した。
1932年から1933年までヴァイマル共和国の国会議員を務めたが、ナチスが権力を掌握すると失脚し、1937年に拘束された。反ナチスの地下組織構成員であったこともあり、1939年に再び拘束されている。1944年にヒトラー暗殺未遂事件が起こると、彼も反ナチスを理由に逮捕されオラニエンブルク強制収容所へ入れられた。その後ベルリンのレールテ通り刑務所に移送され、1945年4月24日に親衛隊により処刑された。